# متیل پردنیزولون
متیل پردنیزولون (به انگلیسی: Methylprednisolone) (از مشتقات متیله پردنیزولون) یکی از داروهای گروه کورتیکواستروئید یا در اصطلاح عامیانه «کورتون» هاست که معمولا به شکل آمپول و ویال تزریقی موجود است. این دارو 6 برابر قوی تر از هیدروکورتیزون و 5 برابر ضعیف تر از دگزامتازون است. نیمه عمر حذف این دارو در بدن انسان بین 12 الی 36 ساعت است اما اثرات این دارو تا مدتهای طولانی پس از حدف دارو ادامه میابد. مدت تاثیر گذاری این دارو در بدن انسان به نحوه و محل تزریق آن بستگی دارد.
رده درمانی: کورتیکواستروئید، گلوکوکورتیکوئیدها
اشکال دارویی: آمپول

## هشدارها
مصرف خودسرانه این دارو یا هر نوع کورتون دیگر دارای عوارض جانبی زیادی هستند و تنها باید توسط پزشک تجویز گردند.
اهداف غیرضروری مانند استفاده جهت افزایش وزن، کنترل دردهای خفیف و به عنوان مکمل انرژی زا اثرات زیان‌باری بر سلامت انسان دارد. متخصصان پیشنهاد می‌کنند جهت تسکین دردها و التهاب های خفیف از استامینوفن و داروهای ضد التهاب غیر استروئیدی همچون ایبوپروفن و دیکلوفناک استفاده شود. برخی عارضه های خفیف پوستی همچون لک، اگزما، کاندیدیاز و کهیر که با آنتی هیستامین ها، زینک اکساید یا پماد کلوتریمازول قابل درمان هستند.

## موارد مصرف
متیل پردنیزولون برای خواص ضدالتهابی و اثراتی که در سرکوب دستگاه ایمنی بدن دارد به‌کار می‌رود. متیل پردنیزولون با کاهش پاسخ سیستم ایمنی کمک می‌کند تا تورم، قرمزی، خارش، و واکنش‌های حساسیتی کاهش یابند. مهمترین بیماری ها و مشکلاتی که در تسکین علائم یا بهبودی آنها از متیل پردنیزولون استفاده میشود عبارت اند از:
- بیماری های خود ایمنی همچون ام اس، رماتیسم مفصلی و لوپوس منتشر و ... (با تزریق وریدی یا عضلانی)
- برخی سرطان ها و اختلالات لنفی و خونی مانند لنفوم و مولتیپل میلوما (با تزریق وریدی یا عضلانی)
- التهاب ریه شدید ناشی از ویروس کرونا (با تزریق وریدی یا عضلانی)
- آرتروز (ساییدگی مفاصل) شدید (با تزریق داخل مفصل)
- آرتریت شدید یا التهاب مفصل (با تزریق داخل مفصل)
- آلرژی های شدید (با تزریق وریدی یا عضلانی)
- آسم شدید (با تزریق وریدی یا عضلانی)

## مکانیسم اثربخشی
مانند سایر گلوکوکورتیکوئیدها عمل می‌کند.

## عوارض جانبی
- افزایش فشار خون و قند خون: در صورت مصرف کوتاه مدت این دارو یا هر نوع کورتون دیگری، این دو عارضه بعد از قطع دارو برطرف خواهند شد. اما مصرف طولانی مدت این دارو یا هر نوع کورتون دیگری برای بیش از یک سال و به ویژه در دوزهای بالا میتواند ریسک ابتلا به فشار خون بالای مزمن و دیابت نوع دو را افزایش دهد که در حال حاضر جزو عوامل اصلی مرگ و میر در جهان شناخته میشوند.
- نازک شدن پوست: این عارضه ممکن است حتی در روزها و هفته های ابتدایی مصرف این دارو یا هر نوع کورتون دیگری بروز دهد. پوست نازک، زودتر و راحت تر دچار تحریک، قرمزی، التهاب، زخم، ترک خوردگی و چین و چروک میشود. ضمن اینکه در پوست نازک، رگها، استخوان ها، تاندون ها و لیگامان های زیر پوست تا حدی قابل مشاهده اند که باعث ظاهر نازیبای پوست میشود.
- پوکی استخوان: این عارضه در صورت استفاده مداوم و بیش از سه ماه از این دارو یا هر نوع کورتون دیگری رخ خواهد داد. این عارضه میتواند باعث شکستگی های ناتوان کننده ای مانند شکستگی لگن شود که حتی ممکن است به مرگ زجرآور بیمار بینجامد.
- نکروز آواسکولار در مفصل ران (سیاه شدن سر استخوان ران): این عارضه در صورت مصرف بیش از حد و در دوزهای بالای این دارو یا هر نوع کورتون دیگری رخ میدهد که میتواند منجر به نیاز فرد به عمل جراحی تعویض مفصل ران و ادامه زندگی با مفصل مصنوعی شود.
- آترواسکلروزیس (تصلب شرایین): مصرف مداوم این دارو یا هرنوع کورتون دیگر باعث افزایش شدید سطح کلسترول خون میشود که به این وضعیت هیپرکلسترولمی گفته میشود. هیپرکلسترولمی در طولانی مدت (معمولا بعد از حداقل 1 سال استفاده مداوم کورتون ها) باعث تصلب و گرفتگی شریان های اصلی و حیاتی بدن و در نتیجه مرگ ناشی از سکته قلبی و مغزی میشود.
- کاتاراکت (آب مروارید) و گلوکوم (آب سیاه) در چشم ها: این دو عارضه در صورت مصرف مداوم این دارو یا هرنوع کورتون دیگری برای مدت بیش از یک سال بروز میدهد.
- دیابت بی مزه: این عارضه به ندرت در برخی بیماران دیده شده است و در مصرف طولانی مدت و دوزهای بالای دارو گزارش شده است.
- عفونت های موضعی یا سیستمیک: مصرف این دارو یا هر نوع کورتون دیگری سبب تضعیف سیستم ایمنی بدن و افزایش ریسک ابتلا به انواع عفونت میشود.
- سندرم کوشینگ: این عارضه در صورت مصرف دوز بالای این دارو یا هر نوع کورتون دیگری برای مدت بیش از یک سال گزارش شده است.
- ورم و خیز در دست و پاها: این عارضه نیز به دلیل تجمع آب و الکترولیت در بدن که ناشی از مصرف کورتون است روی میدهد.
- آتروفی بافتی و ضعف عضلانی: مصرف مزمن و طولانی مدت این دارو یا هر کورتون دیگری میتواند ریسک ابتلا به ضعف عضلانی را افزایش دهد و تزریق مکرر این دارو یا هر کورتون تزریقی دیگری در یک عضله خاص، باعث تحلیل رفتن و ضعف در آن عضله میشود.
- افسردگی و اختلالات روحی روانی
- آسیب به تاندون ها (در تزریق مفصلی مداوم)
- ناراحتی و خون ریزی معده
- زخم یا خارش در محل تزریق
- تاخیر در بهبود زخم ها
- تهوع
- استفراغ
- افزایش وزن سریع
- اختلالات قاعدگی
- اختلال در عملکرد غده فوق کلیوی
** چند نکته بسیار مهم:
- چون داروهای کورتیکواستروئیدی موجب کاهش سطح ایمنی بدن به‌ویژه در دوزهای بالا و مصرف درازمدت می‌شوند باید بیمار از نظر ابتلا به عفونت زیر نظر باشد.
- از آنجایی که کورتیکواستروئیدها باعث می‌شوند فعالیت غده‌های فوق کلیوی کاهش یابد یا متوقف شود، این داروها نباید پس از مصرف بلند مدت در دوزهای بالا به صورت ناگهانی قطع شوند. مدتی زمان لازم است تا غده‌های فوق کلیوی دوباره آغاز به ترشح کورتیزول کنند. کاهش تدریجی دوز کورتیکواستروئیدها باعث می‌شود بدن خودش آغاز به ساختن کورتیزول کند.
- تزریق کورتون در مفاصل باید با فواصل زمانی حداقل 3 ماهه انجام شود تا حتی الامکان از آسیب بیشتر کورتون به مفصل و تاندون ها جلوگیری شود.
- هنگام مصرف متیل پردنیزولون به صورت وریدی و بیش از مقدار ۵۰۰ میلی گرم مرتبا قند خون و فشار خون چک شود تا درصورت نیاز موارد احتیاطی صورت گیرد.

## نگارخانه

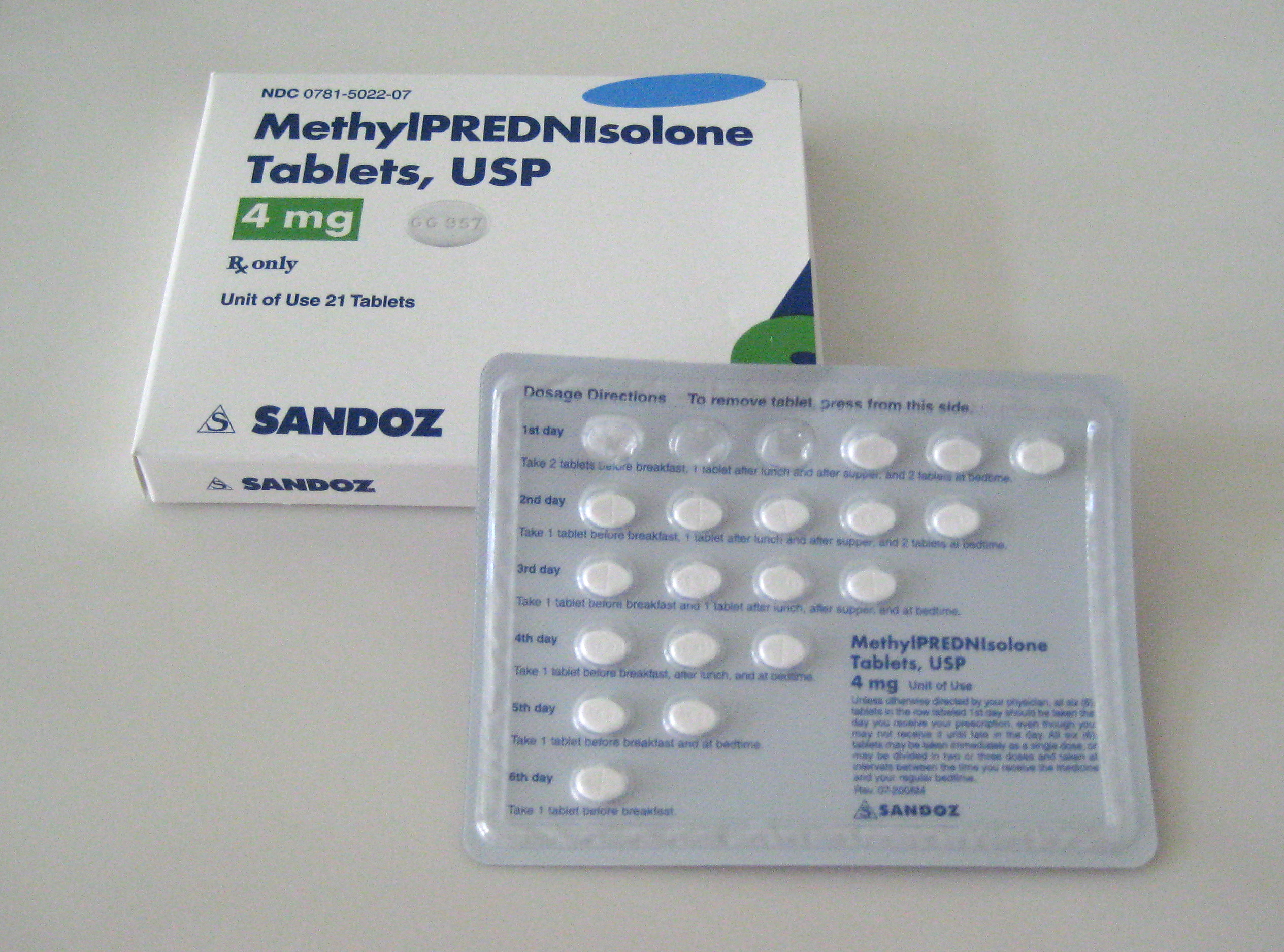